# Wereldbeker schaatsen 1989/1990
De wereldbeker schaatsen 1989/1990 was een internationale schaatscompetitie verspreid over het schaatsseizoen 1989–1990. Het was de derde editie van de World Cup die bestaat uit een aantal schaatswedstrijden op verschillende afstanden die gedurende de winterperiode worden gehouden op verschillende schaatsbanen. Per worldcupwedstrijd kan een schaatser punten verdienen en aan het eind van de cyclus is de winnaar die schaatser die in het eindklassement bovenaan staat.

## Kalender
| Plaats                     | Datum                 | 500m | 1000m | 1500m | 3km/5km | 5km/10km |
| -------------------------- | --------------------- | ---- | ----- | ----- | ------- | -------- |
| Berlijn (Hohenschönhausen) | 25–26 november 1989*  | 1x   | 1x    | 1x    | 1x      |          |
| Berlijn (Horst-Dohm)       | 25–26 november 1989** | 1x   | 1x    | 1x    | 1x      |          |
| Den Haag                   | 2–3 december 1989     |      |       | 1x    | 1x      |          |
| Skien                      | 9–10 december 1989**  |      |       | 1x    | 1x      |          |
| Karuizawa                  | 9–10 december 1989    | 2x   | 2x    |       |         |          |
| Seoel                      | 16–17 december 1989   | 2x   | 2x    |       |         |          |
| Davos                      | 13–14 januari 1990**  | 1x   | 1x    | 1x    | 1x      |          |
| Innsbruck                  | 3 februari 1990**     | 1x   |       | 1x    |         |          |
| Baselga di Pinè            | 4 februari 1990**     | 1x   | 1x    |       | 1x      |          |
| Lake Placid                | 3–4 februari 1990*    | 1x   | 1x    | 1x    | 1x      |          |
| Butte                      | 14–15 februari 1990*  | 1x   | 1x    | 1x    |         |          |
| Göteborg                   | 24–25 februari 1990** |      |       | 1x    | 1x      |          |
| Inzell                     | 3–4 maart 1990*       | 1x   | 1x    | 1x    | 1x      | 1x       |
| Helsinki                   | 3–4 maart 1990**      | 1x   | 1x    | 1x    | 1x      |          |
| Heerenveen                 | 10–11 maart 1990**    | 2x   | 1x    | 1x    | 1x      | 1x       |

* Alleen voor vrouwen
** Alleen voor mannen

## Eindklassementen mannen

### 500 meter
Eindstand na elf wedstrijden.
| Positie | Schaatser        | Punten |
| ------- | ---------------- | ------ |
| Goud    | Uwe-Jens Mey     | 225    |
| Zilver  | Dan Jansen       | 195    |
| Brons   | Bae Ki-tae       | 110    |
| 4       | André Sobeck     | 103    |
| 5       | Björn Forslund   | 96     |
| 6       | Andrej Bachvalov | 90     |
| 7       | Yasushi Kuroiwa  | 85     |
| 8       | Igor Zjelezovski | 84     |
| 9       | Menno Boelsma    | 81     |
| 9       | Tomasz Jankowski | 81     |

### 1000 meter
Eindstand na negen wedstrijden.
| Positie | Schaatser          | Punten |
| ------- | ------------------ | ------ |
| Goud    | Uwe-Jens Mey       | 169    |
| Zilver  | Dan Jansen         | 131    |
| Brons   | Olaf Zinke         | 98     |
| 4       | Bae Ki-tae         | 97     |
| 5       | Paweł Abratkiewicz | 95     |
| 6       | Igor Zjelezovski   | 90     |
| 7       | Andrej Bachvalov   | 79     |
| 8       | Björn Forslund     | 78     |
| 9       | Bo König           | 75     |
| 10      | Arie Loef          | 69     |

### 1500 meter
Eindstand na acht wedstrijden.
| Positie | Schaatser          | Punten |
| ------- | ------------------ | ------ |
| Goud    | Johann Olav Koss   | 129    |
| Zilver  | Ben van der Burg   | 123    |
| Brons   | Olaf Zinke         | 109    |
| 4       | Michael Hadschieff | 105    |
| 5       | Peter Adeberg      | 94     |
| 6       | Joakim Karlberg    | 90     |
| 7       | Ådne Søndrål       | 86     |
| 8       | Markus Tröger      | 80     |
| 9       | Gerard Kemkers     | 75     |
| 10      | Bart Veldkamp      | 67     |

### 5000 & 10.000 meter
Eindstand na negen wedstrijden (acht keer 5km en één keer 10km).
| Positie | Schaatser        | Punten |
| ------- | ---------------- | ------ |
| Goud    | Bart Veldkamp    | 162    |
| Zilver  | Geir Karlstad    | 154    |
| Brons   | Johann Olav Koss | 146    |
| 4       | Ben van der Burg | 129    |
| 5       | Gerard Kemkers   | 105    |
| 6       | Per Bengtsson    | 104    |
| 7       | Thomas Bos       | 99     |
| 8       | Tomas Gustafson  | 97     |
| 9       | Jaromir Radke    | 77     |
| 10      | Joakim Karlberg  | 72     |

## Eindklassementen vrouwen

### 500 meter
Eindstand na acht wedstrijden
| Positie | Schaatsster          | Punten |
| ------- | -------------------- | ------ |
| Goud    | Bonnie Blair         | 144    |
| Goud    | Angela Hauck-Stahnke | 144    |
| Brons   | Christine Aaftink    | 122    |
| 4       | Seiko Hashimoto      | 116    |
| 5       | Edel Therese Høiseth | 93     |
| 6       | Anita Loorbach       | 85     |
| 7       | Wang Xiuli           | 69     |
| 8       | Yoo Sun-hee          | 61     |
| 9       | Else Ragni Yttredal  | 58     |
| 10      | Herma Meijer         | 57     |

### 1000 meter
Eindstand na acht wedstrijden.
| Positie | Schaatsster          | Punten |
| ------- | -------------------- | ------ |
| Goud    | Angela Hauck-Stahnke | 147    |
| Zilver  | Bonnie Blair         | 135    |
| Brons   | Seiko Hashimoto      | 129    |
| 4       | Christine Aaftink    | 116    |
| 5       | Else Ragni Yttredal  | 84     |
| 6       | Edel Therese Høiseth | 75     |
| 7       | Wang Xiuli           | 71     |
| 8       | Yoo Sun-hee          | 64     |
| 9       | Emese Hunyady        | 55     |
| 10      | Anita Loorbach       | 54     |

### 1500 meter
Eindstand na vijf wedstrijden.
| Positie | Schaatsster              | Punten |
| ------- | ------------------------ | ------ |
| Goud    | Jacqueline Börner        | 85     |
| Zilver  | Constanze Moser-Scandolo | 80     |
| Brons   | Emese Hunyady            | 76     |
| 4       | Bonnie Blair             | 68     |
| 5       | Seiko Hashimoto          | 60     |
| 6       | Gunda Kleemann           | 58     |
| 7       | Heike Schalling          | 53     |
| 8       | Elena Belci-Dal Farra    | 51     |
| 9       | Herma Meijer             | 48     |
| 10      | Lia van Schie            | 43     |

### 3000 & 5000 meter
Eindstand na vijf wedstrijden (vier keer 3km en één keer 5km).
| Positie | Schaatsster              | Punten |
| ------- | ------------------------ | ------ |
| Goud    | Gunda Kleemann           | 97     |
| Zilver  | Jacqueline Börner        | 80     |
| Brons   | Heike Schalling          | 77     |
| 4       | Constanze Moser-Scandolo | 76     |
| 5       | Elena Belci-Dal Farra    | 68     |
| 6       | Lia van Schie            | 60     |
| 7       | Herma Meijer             | 56     |
| 8       | Emese Hunyady            | 50     |
| 9       | Svetlana Sjoerova-Boiko  | 34     |
| 10      | Moira d'Andrea           | 27     |
| 10      | Petra Becker             | 27     |

1985/1986 · 
1986/1987 · 
1987/1988 · 
1988/1989 · 
1989/1990 · 
1990/1991 · 
1991/1992 · 
1992/1993 · 
1993/1994 · 
1994/1995 · 
1995/1996 · 
1996/1997 · 
1997/1998 · 
1998/1999 · 
1999/2000 · 
2000/2001 · 
2001/2002 · 
2002/2003 · 
2003/2004 · 
2004/2005 · 
2005/2006 · 
2006/2007 · 
2007/2008 · 
2008/2009 · 
2009/2010 · 
2010/2011 · 
2011/2012 · 
2012/2013 · 
2013/2014 · 
2014/2015 ·
2015/2016 ·
2016/2017 ·
2017/2018 ·
2018/2019 ·
2019/2020 ·
2020/2021 ·
2021/2022 ·
2022/2023 ·
2023/2024 ·
2024/2025